# Bornholms Kunstmuseum
Het Bornholms Kunstmuseum is een Deens kunstmuseum, 6 km ten noorden van het plaatsje Gudhjem op het eiland Bornholm.
Het Bornholms Museum werd in 1893 opgericht en opende in 1894 zijn deuren in Rønne. In 1964 werd de Kunstafdeling zelfstandig en in 1993 verhuisde het Kunstmuseum naar een nieuw pand. In 2003 en nogmaals in 2018 werd het pand uitgebreid, de laatste uitbreiding bood ruimte om ook een afdeling van het oorspronkelijke moedermuseum te vestigen in het Kunstmuseum.

## Collectie
Het museum heeft een grote verzameling Bornholmse kunstobjecten uit de periode van begin negentiende eeuw tot heden. Daarnaast heeft het een verzameling ambachtelijk vervaardigde werken van keramiek en glas. De focus van de verzameling ligt op alles wat met Bornholm te maken heeft en voornamelijk op de werken van schilders van de Bornholmse school, zoals Oluf Høst, Olaf Rude, Karl Isakson en Niels Lergård. De verzameling is in eigendom van "Bornholms Museumsforening" die ook zorgt voor de dagelijkse exploitatie.

## Locatie
Het huidige museumgebouw beslaat ruim 6.200 m² en werd in 1993 ingewijd. Het werd ontworpen door Architectbureau Fogh og Følner ApS. Deze ontwierp ook de aanbouw die in 2003 in gebruik werd genomen. Het gebouw is eigendom van de regionale gemeente Bornholm. De laatste uitbreiding uit 2018 van 2200 m² werd in 2012 gepland. Sinds 2018 is een toegevoegd portaal dat de naam Bornholms Museumscenter kreeg de gemeenschappelijke ingang voor zowel een nieuwe afdeling van het Bornholms Museum als het Kunstmuseum. De afdeling van het Bornholms Museum werd geïnstalleerd in de uitbreiding van 2.200 m². De kosten van deze nieuwe aanbouw worden geraamd op 100.000.000 Deense kronen. (€ 13,5 miljoen)
De exploitatie wordt onder andere gefinancierd door middel van subsidies van de staat, het ministerie van Cultuur en de Regionale Gemeente Bornholm, alsook via sponsorinkomsten. Bornholmstrafikken (het huidige Færgen A/S) is sinds 2006 hoofdsponsor. Door de jaren heen zijn ook bij verschillende evenementen sponsorinkomsten verkregen.

## Afbeeldingengalerij

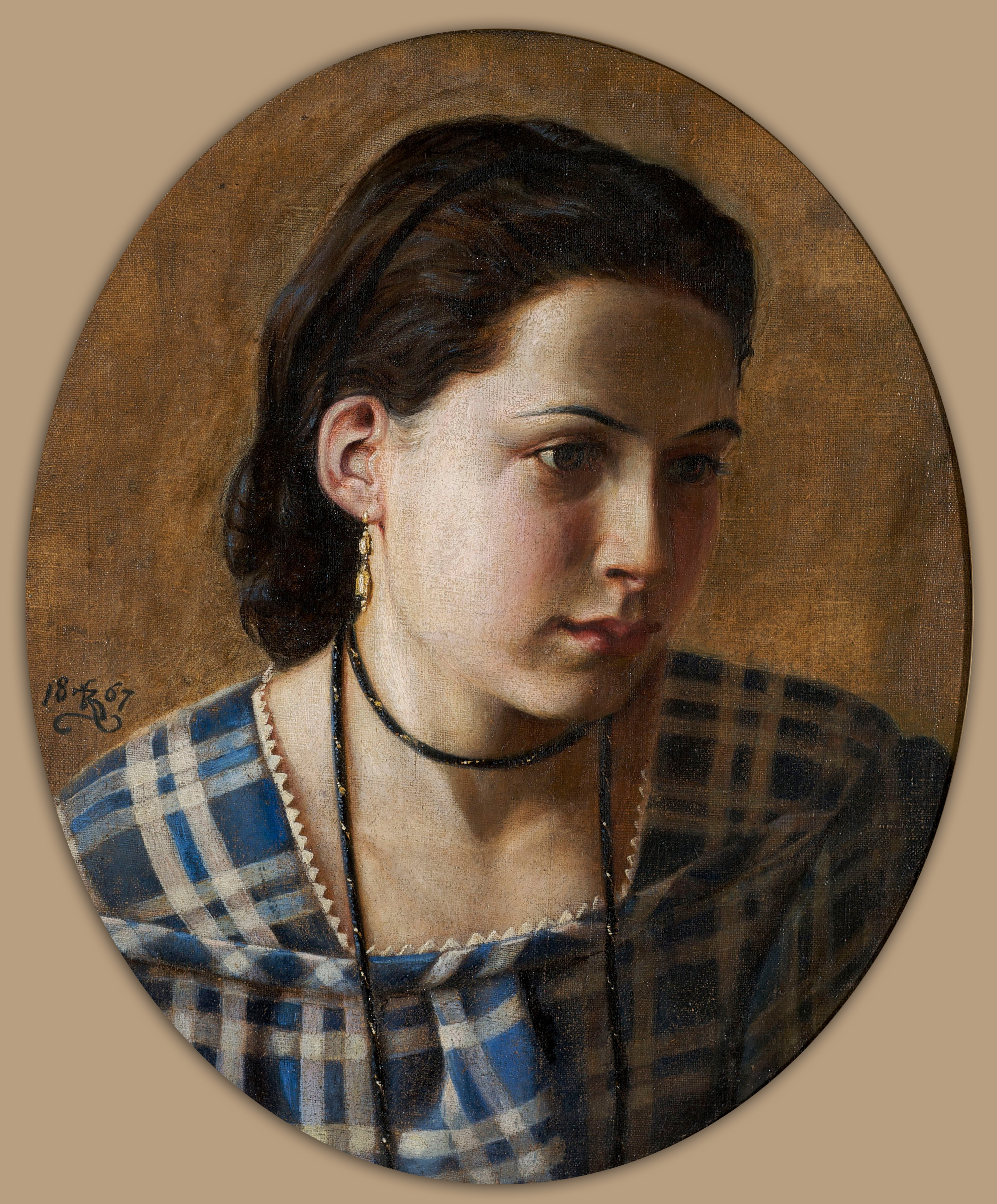
Kristian Zahrtmann: Vilhelmine Erichsen
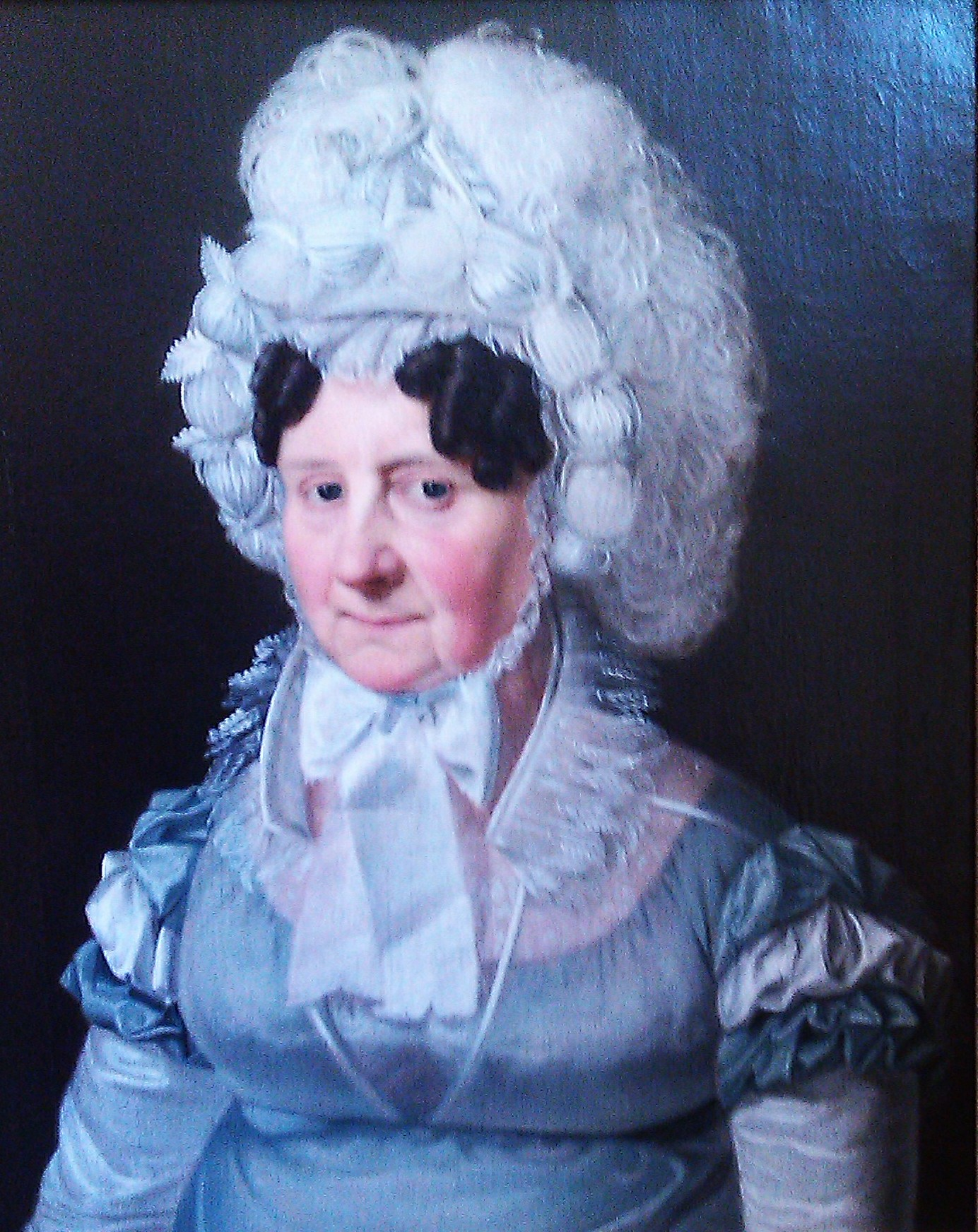
Johan Anton Bech: Marie Kofoed
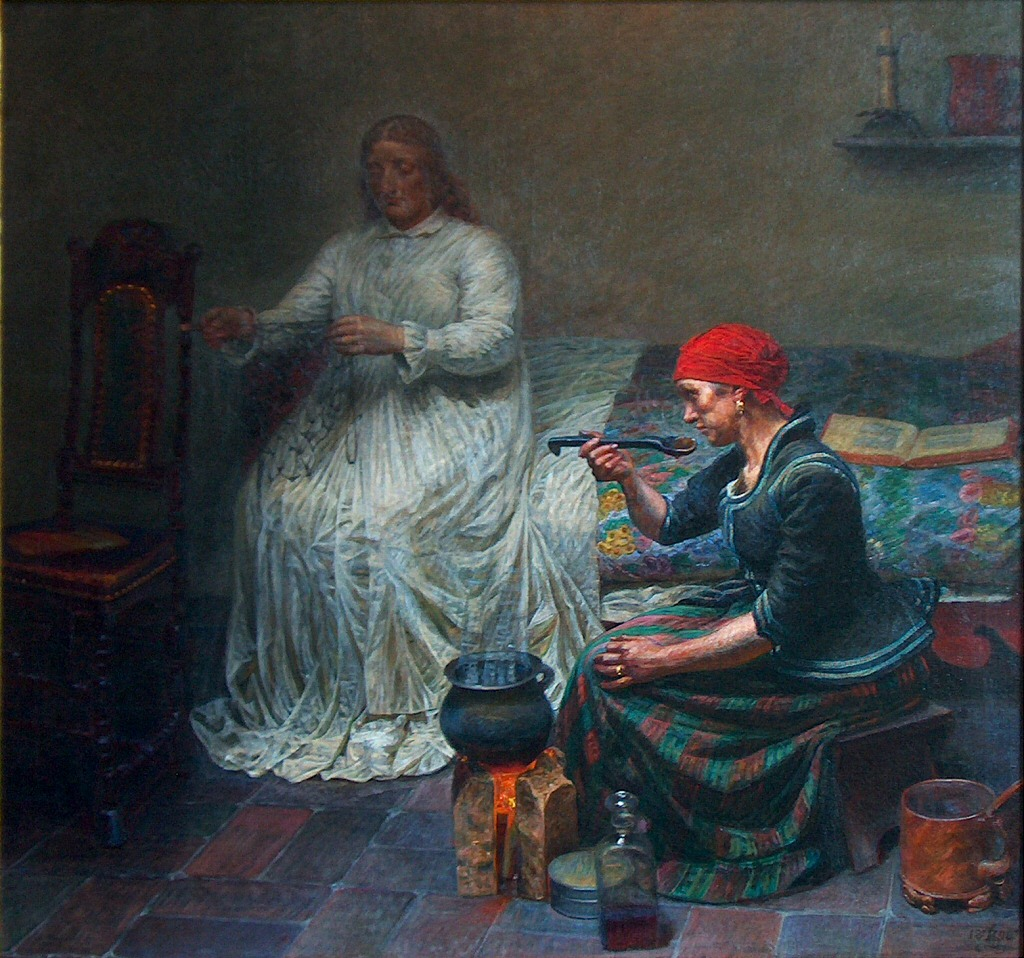
Kristian Zahrtmann: Leonora Christina
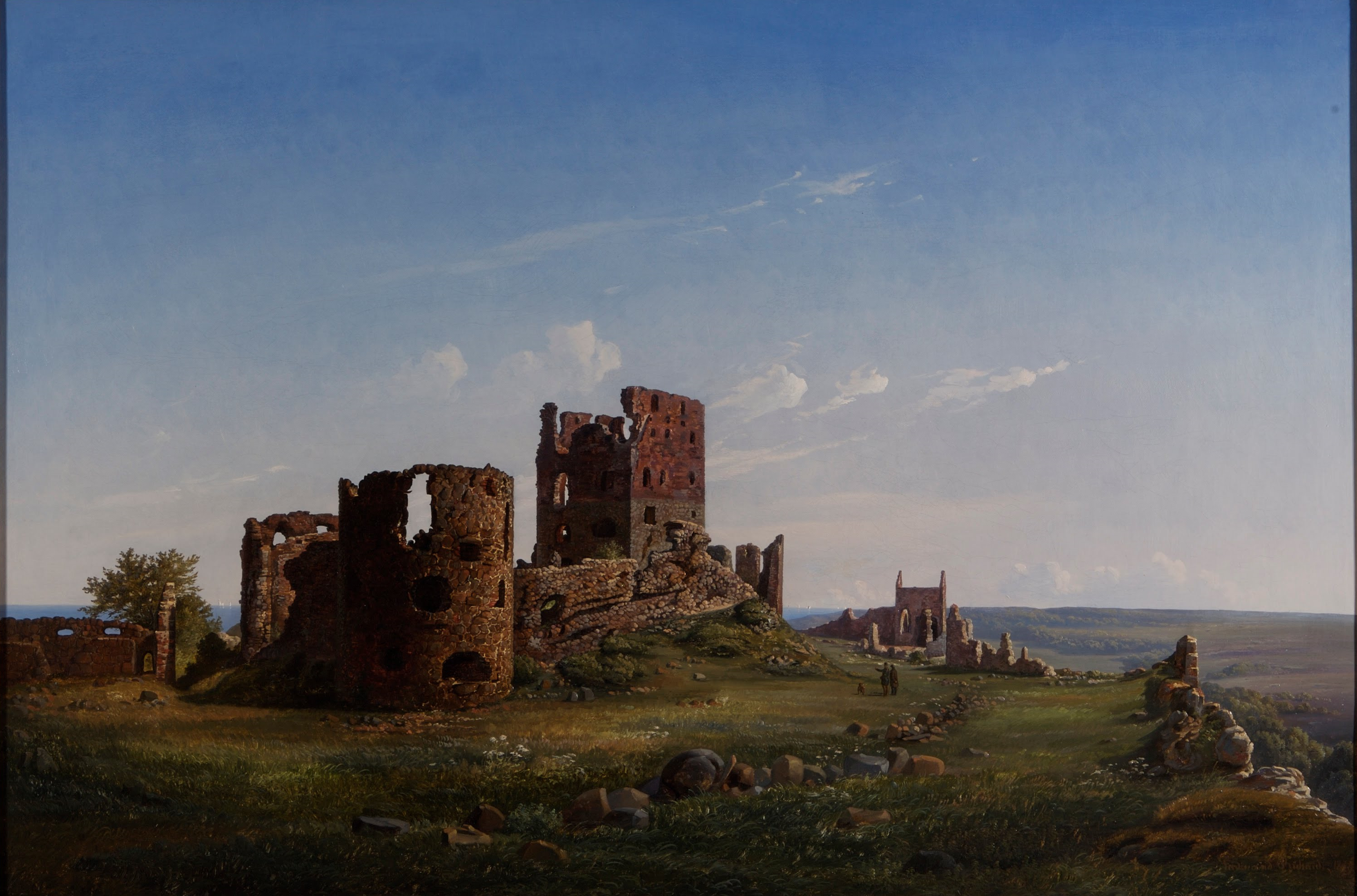
Ferdinand Richardt: Hammershus
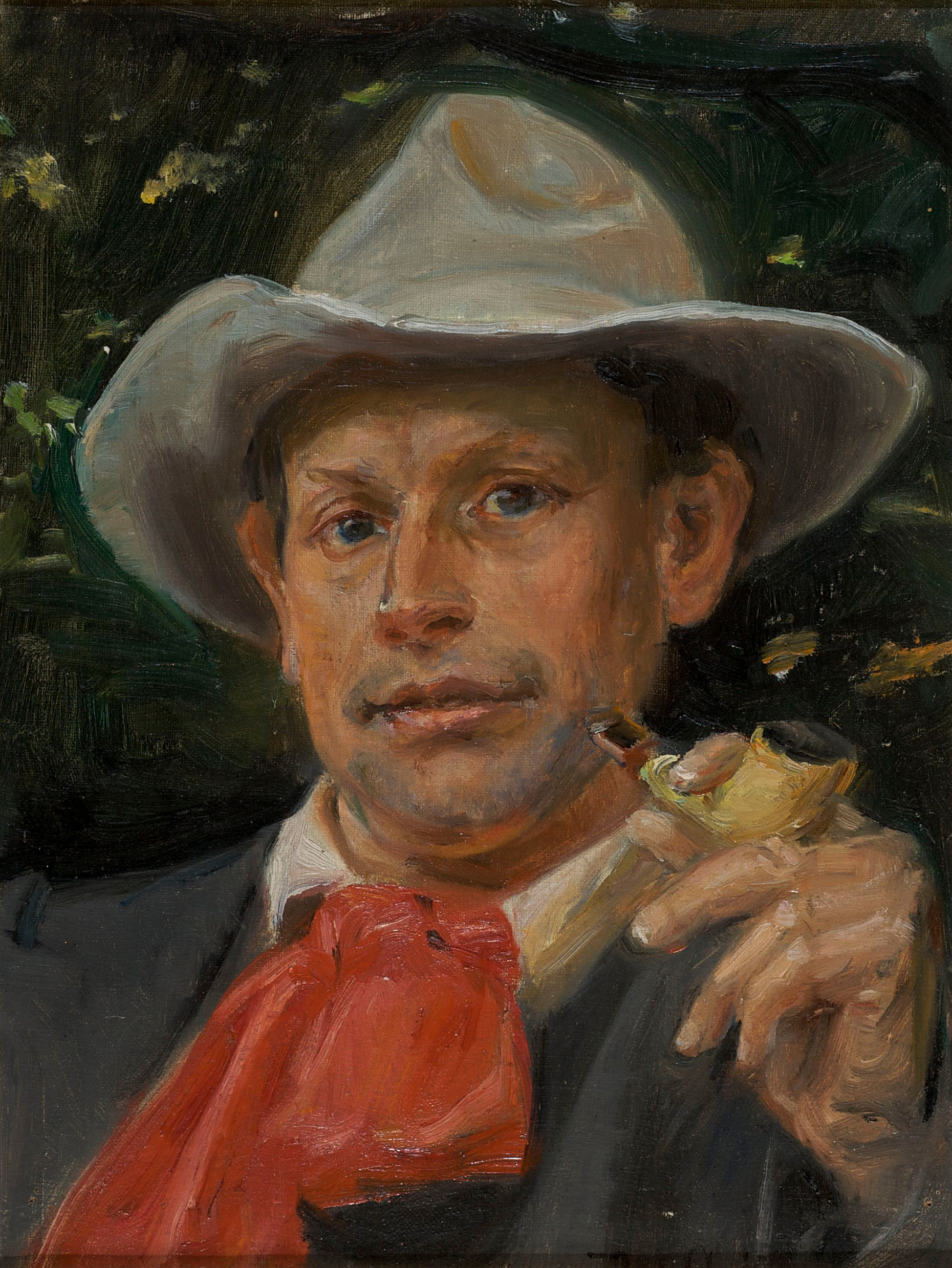
Michael Ancher: Portret van Martin Andersen Nexø
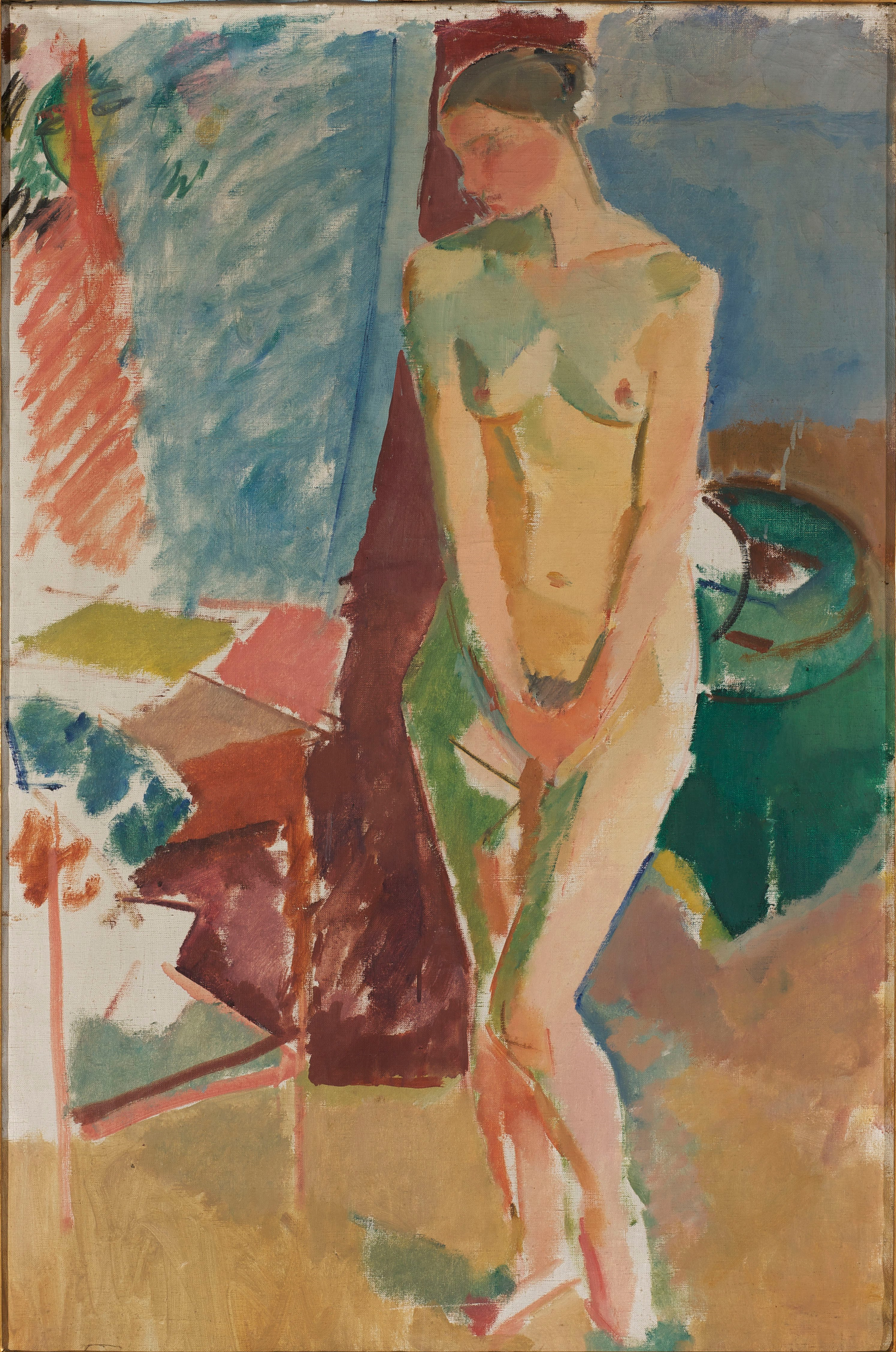
Karl Isakson: Staand naaktmodel
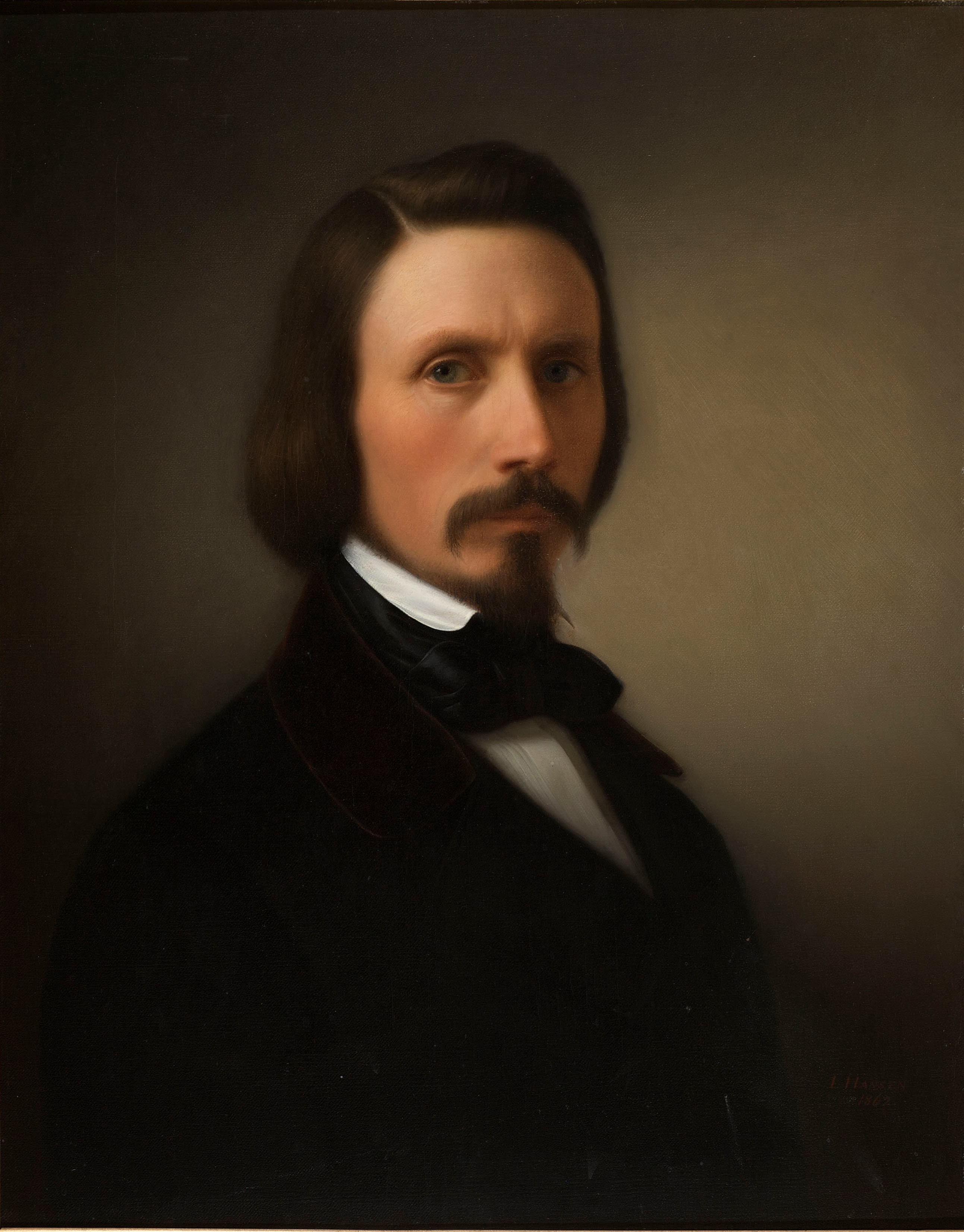
Lars Hansen: Zelfportret

Bornholms Kunstmuseum · Bornholms middelaldercenter · Bornholms Museum · Bornholms Træbådelaug · DBJ Museum · Erichsens Gård · Forsvarsmuseum · Kastellet · L. Hjorts Terracottafabrik · Landbrugsmuseet Melstedgård · NaturBornholm · Oluf Høst Museum
- Bibliothèque nationale de France: cb14409027m (data)
- Gemeinsame Normdatei: 2146002-4
- International Standard Name Identifier: 0000 0001 2337 3318
- Library of Congress Control Number: nr96000567
- LIBRIS: 357086
- Système universitaire de documentation: 106852248
- Virtual International Authority File: 146847488